# Morče (Bosna a Hercegovina)
Morče (cyrilicí Морче) je malá horská vesnička v Bosně a Hercegovině v Republice srbské, spadající pod občinu města Trebinje.
Podle sčítání lidu z roku 2013 zde trvale žilo pouze 11 obyvatel. Byl zde zaznamenán prudký pokles obyvatelstva oproti předchozím sčítáním lidu; v roce 1971 zde žilo 58 obyvatel, z nichž 57 byli Srbové, v roce 1981 již pouze 48 obyvatel (47 obyvatel Srbové, 1 obyvatel Bosňák), v roce 1991 počet obyvatel klesl na 41 obyvatel (40 obyvatel Srbové). Není přesně znám důvod, proč neustále počet obyvatel klesá, pravděpodobnými příčinami je však poloha a velká vzdálenost od větších sídel. Nejbližším městem je po silnicích asi 30 km vzdálená Bileća; Trebinje, pod jehož občinu vesnice patří, je vzdáleno asi 34 km. Doprava z a do vesnice je extrémně složitá, jelikož jedinými silnicemi jsou polní cestičky, vedoucí převážně do okolních vesniček s podobným stavem obyvatelstva, jako jsou Brani Do (5 obyvatel), Domaševo (46 obyvatel), Mirilovići (135 obyvatel), Podosoje (111 obyvatel), Pijavice (13 obyvatel), Šćenica Ljubomir (5 obyvatel), Šobadine (28 obyvatel), Ugarci (5 obyvatel) a Ždrijelovići (5 obyvatel).